# 445 (numero)
Quattrocentoquarantacinque (445) è il numero naturale dopo il 444 e prima del 446.

## Proprietà matematiche
- È un numero dispari.
- È un numero composto con 4 divisori: 1, 5, 89, 445. Poiché la somma dei suoi divisori (escluso il numero stesso) è 95 < 445, è un numero difettivo.
- È un numero semiprimo.
- È un numero palindromo nel sistema di numerazione posizionale a base 13 (283).
- È un numero congruente.
- È un numero odioso.
- È parte delle terne pitagoriche (84, 437, 445), (195, 400, 445), (203, 396, 445), (267, 356, 445), (445, 1068, 1157), (445, 3948, 3973), (445, 19800, 19805), (445, 99012, 99013).
- È un numero intero privo di quadrati.

## Astronomia
- 445P/Lemmon-PANSTARRS è una cometa periodica del sistema solare.
- 445 Edna è un asteroide della fascia principale del sistema solare.
- NGC 445 è una galassia lenticolare della costellazione della Balena.

## Astronautica
- Cosmos 445 è un satellite artificiale russo.